# Baneberry
Baneberry es una ciudad ubicada en el condado de Jefferson en el estado estadounidense de Tennessee. En el Censo de 2010 tenía una población de 482 habitantes y una densidad poblacional de 102,31 personas por km².

## Geografía
Baneberry se encuentra ubicada en las coordenadas 36°3′10″N 83°16′54″O / 36.05278, -83.28167. Según la Oficina del Censo de los Estados Unidos, Baneberry tiene una superficie total de 4.71 km², de la cual 4.71 km² corresponden a tierra firme y (0%) 0 km² es agua.

## Demografía
Según el censo de 2010, había 482 personas residiendo en Baneberry. La densidad de población era de 102,31 hab./km². De los 482 habitantes, Baneberry estaba compuesto por el 98.76% blancos, el 0.41% eran afroamericanos, el 0.21% eran amerindios, el 0% eran asiáticos, el 0% eran isleños del Pacífico, el 0.21% eran de otras razas y el 0.41% pertenecían a dos o más razas. Del total de la población el 2.07% eran hispanos o latinos de cualquier raza.